# Трисульфид тантала
Трисульфид тантала — бинарное неорганическое соединение
тантала и серы
с формулой TaS3,
кристаллы.

## Получение
- Взаимодействие чистых веществ при высокой температуре:

{\displaystyle {\mathsf {Ta+3S\ {\xrightarrow {T}}\ TaS_{3}}}}

## Физические свойства
Трисульфид тантала образует кристаллы нескольких модификаций:
- ромбическая сингония, пространственная группа C 2221, параметры ячейки a = 3,6804 нм, b = 1,5173 нм, c = 0,3340 нм, Z = 24
- моноклинная сингония, пространственная группа P 21/m, параметры ячейки a = 0,9515 нм, b = 0,33412 нм, c = 1,4912 нм, β = 109,99° [1][2][3][4][5].

Соединение является полупроводником.